# Rallye Safari 1978
Le Rallye Safari 1978 (26th East African Safari), disputé du 23 au 27 mars 1978, est la cinquante-cinquième manche du championnat du monde des rallyes (WRC) courue depuis 1973, et la troisième manche du championnat du monde des rallyes 1978. C'est également la quatrième des dix-neuf épreuves de la Coupe FIA 1978 des pilotes de rallye, créée l'année précédente.

## Contexte avant la course

### Le championnat du monde
Créé en 1973 en remplacement du championnat international des marques, le championnat du monde des rallyes a pour cadre les plus célèbres épreuves routières internationales, telles le Rallye Monte-Carlo ou le Safari. Onze manches sont inscrites au calendrier 1978, réservées aux voitures des catégories suivantes :
- Groupe 1 : voitures de tourisme de série
- Groupe 2 : voitures de tourisme spéciales
- Groupe 3 : voitures de grand tourisme de série
- Groupe 4 : voitures de grand tourisme spéciales

La saison 1977 avait été le théâtre d'un duel entre les deux grands constructeurs Ford et Fiat, qui avait tourné à l’avantage du dernier. Cette année encore les deux marques seront présentes dans la majorité des épreuves, les Ford Escort RS affrontant une nouvelle fois les Fiat 131 Abarth. Après les deux premières manches, Fiat occupe la tête du championnat provisoire grâce aux places d'honneur obtenues au Rallye Monte-Carlo et en Suède, avec dix points d'avance sur son rival. Les deux protagonistes ont fait l’impasse sur la grande épreuve africaine.

#### Coupe FIA des pilotes
Créée en 1977, la Coupe des pilotes entame sa deuxième année d'existence. Basée sur un système de points identique à celui du championnat du monde de Formule 1, elle prend en compte les résultats des onze manches mondiales ainsi que ceux de cinq rallyes du championnat d'Europe et de trois autres épreuves internationales. Premier lauréat, Sandro Munari a obtenu la coupe 1977 sur le tapis vert, après réclamation de 
la Scuderia Lancia entraînant la disqualification de l'équipage vainqueur du 'Total Rally South Africa 1977' au profit du pilote italien.

### L'épreuve

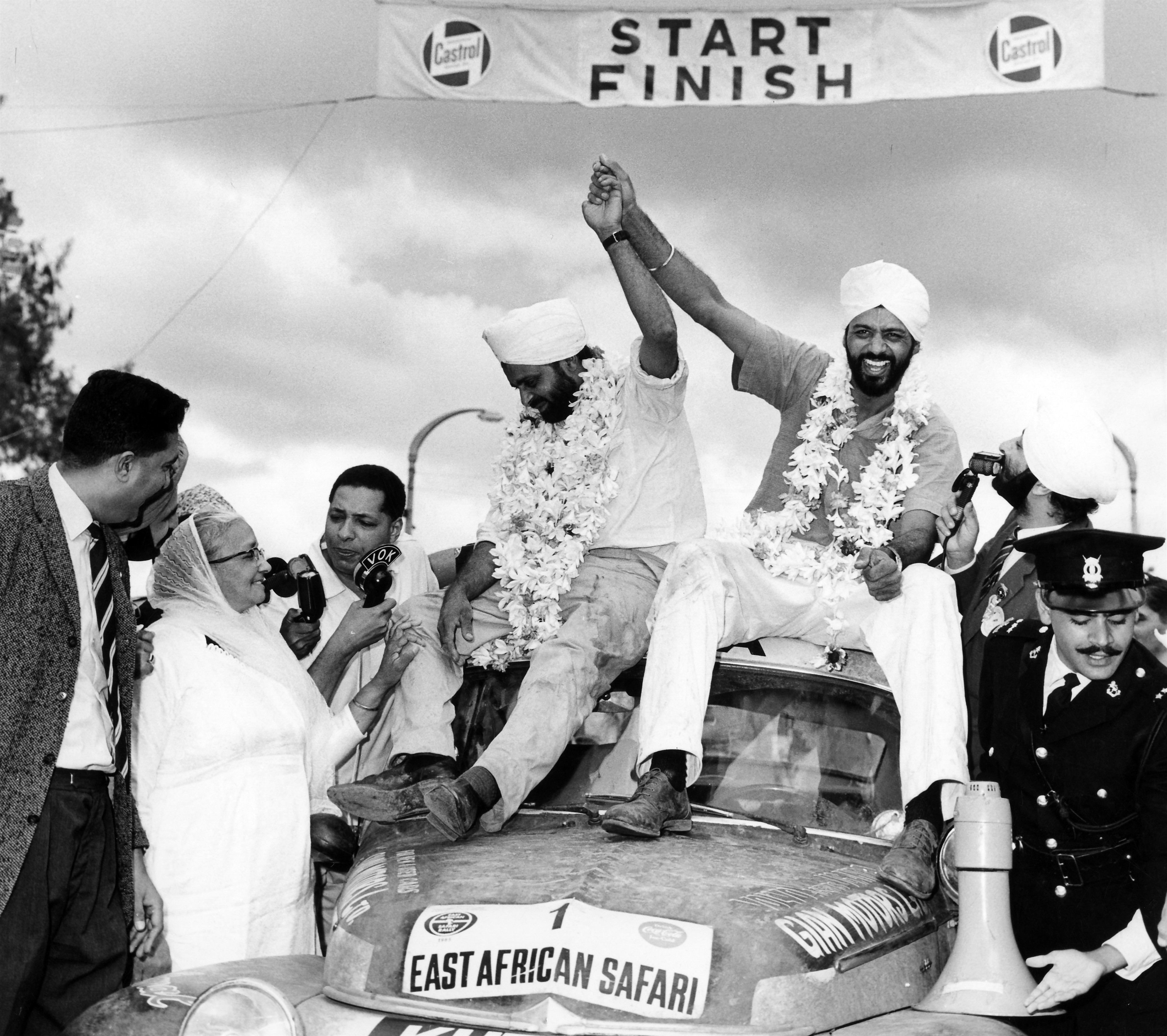
Joginder Singh et son frère Jaswant, victorieux en 1965.

Créé en 1953 en hommage à Élisabeth II, couronnée l'année précédente, le 'Coronation Safari' est un rallye sur piste organisé sur le territoire du Kenya. En 1960, l'épreuve fut étendue à la Tanzanie et l'Ouganda et rebaptisée 'East African Safari', une appellation qui sera conservée après l'indépendance et la création de la république du Kenya en 1963. La difficulté de son parcours en fait un des rallyes les plus réputés, assurant d'excellentes retombées commerciales aux constructeurs. Contrairement aux autres manches du championnat, le classement est établi sur la base de moyennes imposées entre les différents contrôles horaires jalonnant l'itinéraire. Vainqueur en 1965, 1974 et 1976, le Kényan d'origine indienne Joginder Singh détient le record de victoires de cette épreuve.

## Le parcours
- départ : 23 mars 1978 de Nairobi
- arrivée : 27 mars 1978 à Nairobi
- distance : 4 691 km (4 804 km initialement prévus)
- surface : terre, boue et rocaille

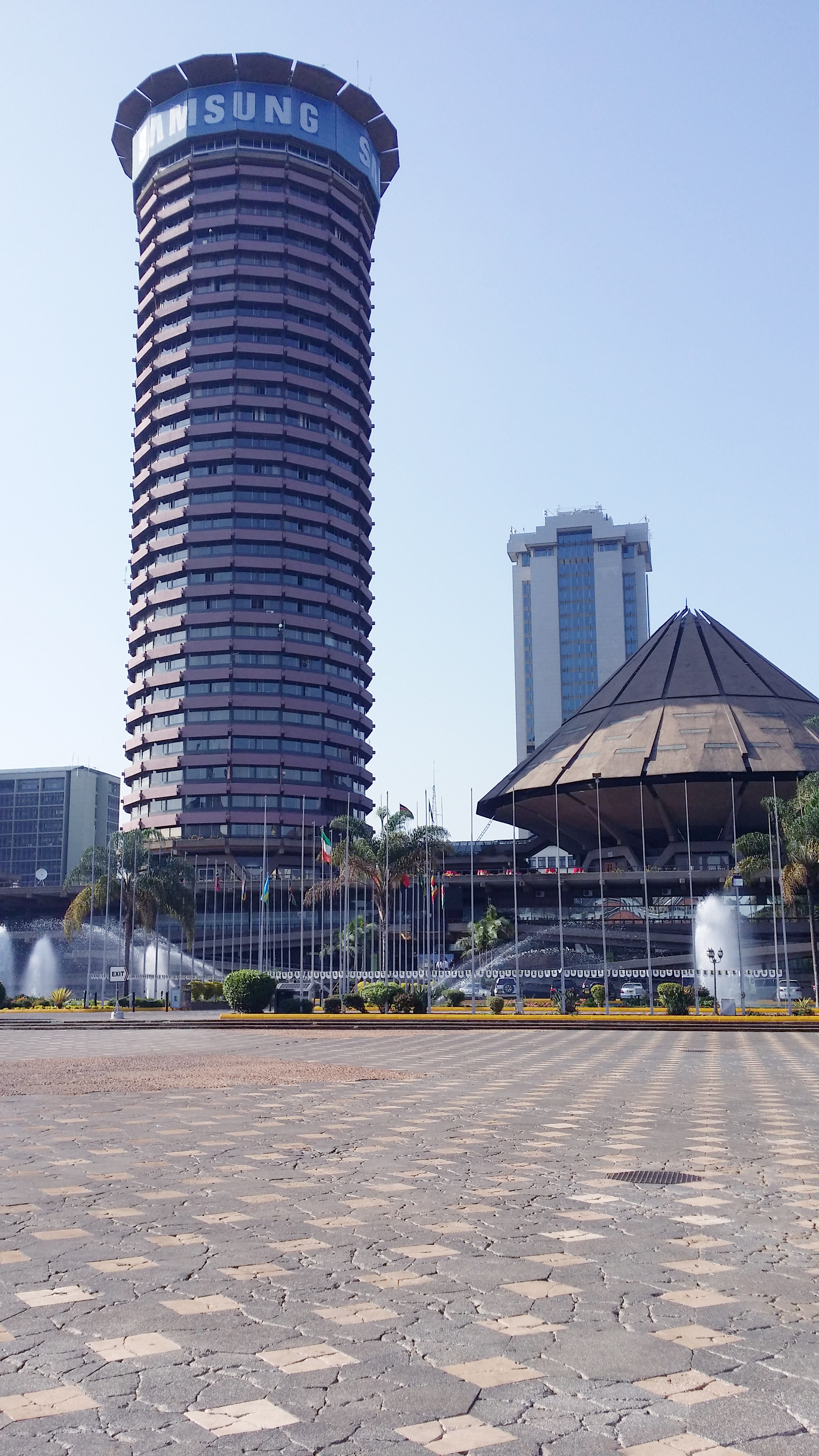
Le KICC de Nairobi, traditionnel point de départ du Safari.

- Parcours divisé en trois étapes, 75 contrôles horaires[4]

### Première étape
Nairobi - Nakuru - Maralal - Eldoret  - Kitale - Nairobi, 1 829 km, du 23 au 24 mars

### Deuxième étape
Nairobi - Mombasa - Kitui - Nairobi, 1 711 km (1 824 km initialement prévus), du 25 au 26 mars

### Troisième étape
Nairobi - Nyahururu - Embu - Nairobi, 1 151 km, du 26 au 27 mars

## Les forces en présence
- Datsun

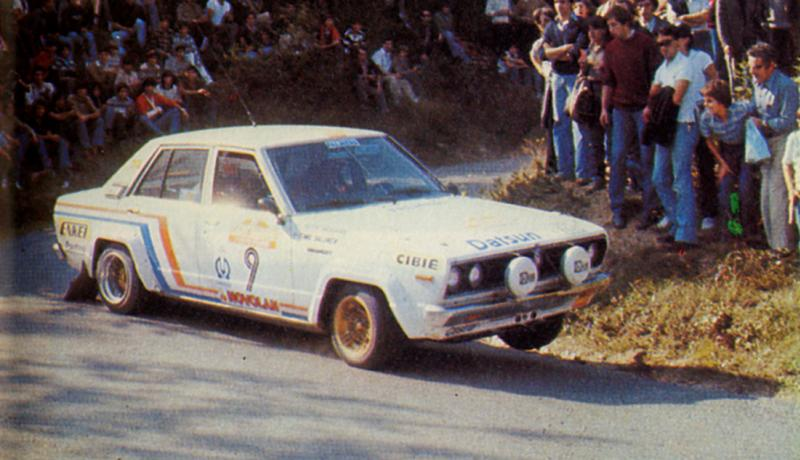
La berline 160J groupe 2, nouvelle arme de Datsun, ici lors d'une épreuve européenne.

Officiellement représentée par l’importateur kényan D.T. Dobie, la marque japonaise a engagé cinq voitures : trois coupés Violet 160J SSS groupe 2 et deux nouvelles berlines 160J PA10, également en groupe 2. Ces dernières disposent du même moteur quatre cylindres que les coupés (huit soupapes, 180 chevaux), mais sont un peu moins lourdes (1 200 kg contre 1 300 pour les anciens modèles). Les reconnaissances ont en outre démontré qu'elles se révélaient plus faciles à maîtriser sur terre ou dans la boue. Ces deux berlines sont confiées à Rauno Aaltonen et Shekhar Mehta, les trois coupés d'usine étant aux mains de Harry Källström, Zully Remtulla et Johnny Hellier. C'est le manufacturier Dunlop qui assure la monte pneumatique, proposant une largeur pour la terre et une plus étroite pour la boue. De nombreux pilotes privés représentent également Datsun, qui compte au total vingt-trois voitures inscrites.
- Peugeot

Désireux d'effacer ses échecs de l'année précédente au Kenya et en Côte d'Ivoire, le constructeur français a déployé d'importants moyens pour cette épreuve. L'équipe aligne trois coupés 504 V6 groupe 4 (moteur 2 700 cm3, deux triples carburateurs, 215 chevaux, 1 300 kg) pour Timo Mäkinen, Simo Lampinen et Jean-Pierre Nicolas, ainsi qu'une berline 504 groupe 2 (moteur deux litres à injection, 175 chevaux, 1 400 kg) confiée au pilote tanzanien Bert Shankland. L'assistance est assurée par un avion, quatre breaks, quatre berlines d'intervention et une berline de liaison. Les voitures sont équipées de pneus Michelin, spécialement retaillés pour la piste.
- Porsche

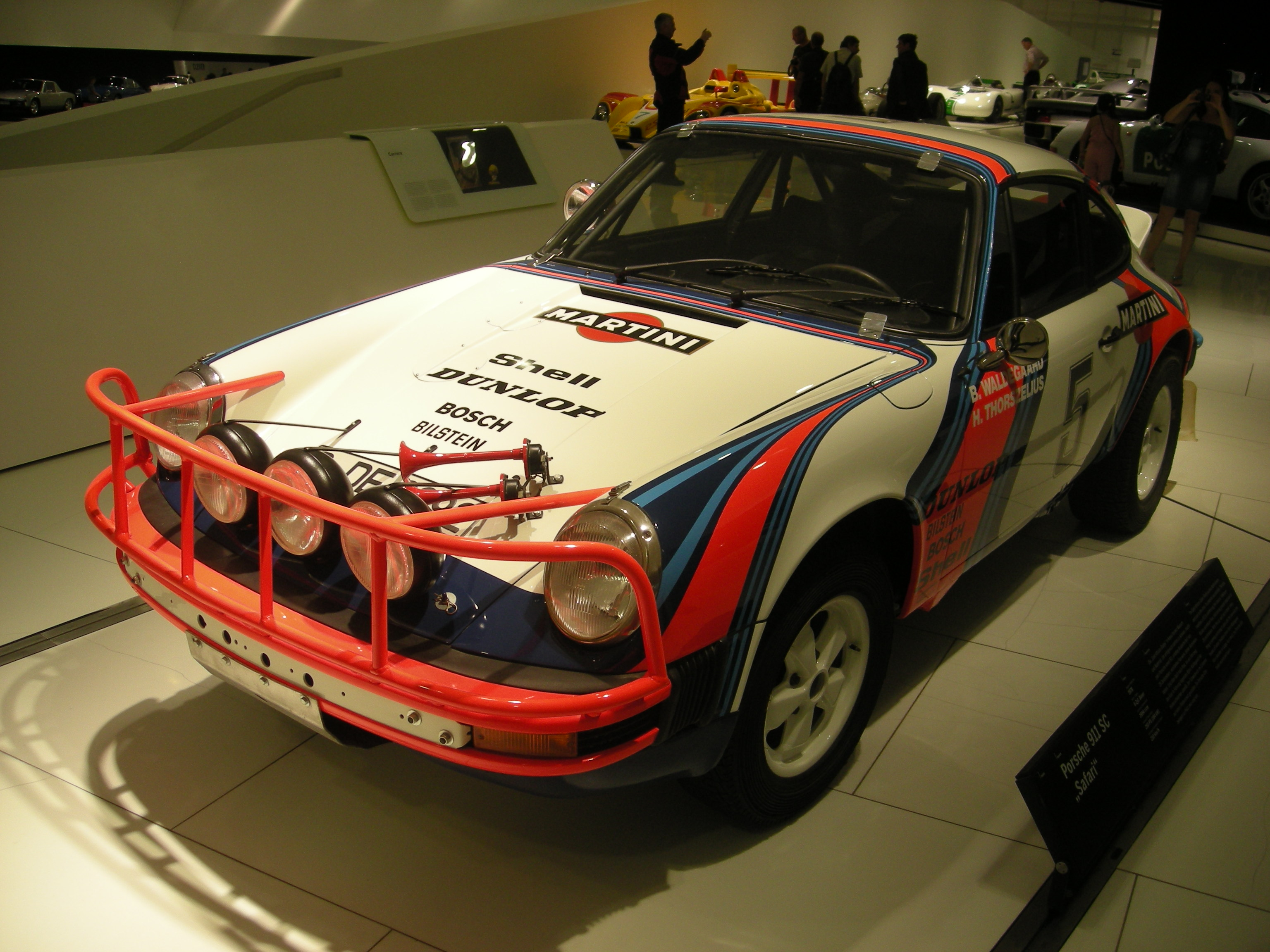
La Porsche 911 SC groupe 4 de Waldegård.

Avec les 24 Heures du Mans, le Safari est l’un des objectifs majeurs de Porsche cette saison. Le constructeur allemand a spécialement construit trois 911 SC groupe 4 (1 200 kg, moteur arrière six cylindres à plat, trois litres, 250 chevaux). Par rapport au modèle de base, la garde au sol a été relevée à 28 centimètres, les points d’ancrage des suspensions (à course longue) ayant été particulièrement renforcés. Les essais de pneumatiques, menés avec Dunlop au Kenya, ont débuté en décembre et un pneu mixte terre/boue a été spécifiquement développé. La première des trois voitures a servi de mulet et effectué vingt mille kilomètres de reconnaissance aux mains de Björn Waldegård et de Vic Preston Jr, qui vont prendre le départ au volant des deux autres, juste rodées. L'équipe d'assistance, supervisée par Vic Preston Sr (ancien vainqueur de l'épreuve et père du pilote de la seconde 911), dispose de deux avions et de huit véhicules d'intervention.
- Mercedes

Après sa victoire dans le dernier Rallye Londres-Sydney, Mercedes-Benz effectue ici son entrée dans le championnat du monde des rallyes, par le biais de son importateur local. Le constructeur de Stuttgart engage quatre 280 E groupe 2 (1 600 kg, moteur six cylindres en ligne, 2 800 cm3, 200 chevaux) pour Joginder Singh, Andrew Cowan, Tony Fowkes et Sobieslaw Zasada. La monte pneumatique est assurée par Pirelli, avec trois types de gommes (piste sèche, terrain mixte et boue).

## Déroulement de la course

### Première étape

#### Nairobi - Nakuru
Les 72 équipages s'élancent de Nairobi le jeudi 23 mars, à partir de 14 heures, en direction du nord. Cette première partie du trajet est très roulante. Vic Preston, qui ne bénéficie pas d’une bonne position au départ (il porte le numéro quatorze), fait le choix d'attaquer d'emblée afin de dépasser un maximum de concurrents avant d'aborder les premières pistes pour éviter la poussière  des voitures le précédant. Il est le seul à réaliser le trajet Nairobi - Nakuru dans le temps imparti, ayant doublé cinq équipages, et place sa Porsche en tête du classement général avec trois minutes d'avance sur la Datsun de Rauno Aaltonen et quatre sur la Porsche de Björn Waldegård. À ce stade de la course, les écarts ne sont pas significatifs et les favoris sont encore tous regroupés, le seul incident notable étant l'abandon de la Peugeot 504 de Rob Collinge, impliquée dans une collision quelques kilomètres après le départ.
| Pos. | Pilote              | Copilote             | Voiture               | Groupe | Pénalisations | Écart    |
| ---- | ------------------- | -------------------- | --------------------- | ------ | ------------- | -------- |
| 1    | Vic Preston Jr      | John Lyall           | Porsche 911 SC        | 4      | 0 min         |          |
| 2    | Rauno Aaltonen      | Lofty Drews          | Datsun 160J PA10      | 2      | 3 min         | + 3 min  |
| 3    | Björn Waldegård     | Hans Thorszelius     | Porsche 911 SC        | 4      | 4 min         | + 4 min  |
| 4    | Timo Mäkinen        | Jean Todt            | Peugeot 504 V6 coupé  | 4      | 6 min         | + 6 min  |
| 4=   | Harry Källström     | Claes Billstam       | Datsun 160J SSS coupé | 2      | 6 min         | + 6 min  |
| 4=   | George Barbour      | Rob Combes           | Ford Escort RS1800    | 4      | 6 min         | + 6 min  |
| 7    | Simo Lampinen       | Henry Liddon         | Peugeot 504 V6 coupé  | 4      | 7 min         | + 7 min  |
| 7=   | Shekhar Mehta       | Mike Doughty         | Datsun 160J PA10      | 2      | 7 min         | + 7 min  |
| 9    | Jean-Pierre Nicolas | Jean-Claude Lefebvre | Peugeot 504 V6 coupé  | 4      | 8 min         | + 8 min  |
| 10   | Joginder Singh      | David Doig           | Mercedes 280 E        | 2      | 9 min         | + 9 min  |
| 11   | Andrew Cowan        | Johnstone Syer       | Mercedes 280 E        | 2      | 16 min        | + 16 min |
| 11=  | Sobieslaw Zasada    | Błażej Krupa         | Mercedes 280 E        | 2      | 16 min        | + 16 min |

#### Nakuru - Eldoret
La piste devient plus difficile en direction de Maralal, et Waldegård commence à imposer son rythme, prenant rapidement le commandement de l’épreuve. C'est bientôt la pluie que rencontrent les concurrents, et les premiers bourbiers vont coûter cher à l'équipe Mercedes, Joginder Singh, Andrew Cowan et Tony Fowkes perdant au moins une demi-heure à s'en sortir, tout comme Aaltonen qui dégringole de la deuxième à la dixième place. Après Maralal, les averses deviennent si fortes que les organisateurs augmentent de quatre heures les délais de mise hors course. À la neutralisation d'Eldoret, les deux Porsche de Waldegård et Preston sont largement en tête, avec une vingtaine de minutes d'avance sur les Datsun de Shekhar Mehta et Harry Källström, tandis qu'Aaltonen est remonté à la cinquième place juste devant les trois coupés 504 de Jean-Pierre Nicolas, Timo Mäkinen et Simo Lampinen, ce dernier se plaignant du mauvais fonctionnement de son moteur. Mercedes a perdu son pilote de pointe, Joginder étant resté bloqué dans la boue près du lac Baringo. 
| Pos. | Pilote              | Copilote             | Voiture               | Groupe | Pénalisations | Écart        |
| ---- | ------------------- | -------------------- | --------------------- | ------ | ------------- | ------------ |
| 1    | Björn Waldegård     | Hans Thorszelius     | Porsche 911 SC        | 4      | 1 h 48 min    |              |
| 2    | Vic Preston Jr      | John Lyall           | Porsche 911 SC        | 4      | 1 h 50 min    | + 2 min      |
| 3    | Shekhar Mehta       | Mike Doughty         | Datsun 160J PA10      | 2      | 2 h 09 min    | + 21 min     |
| 4    | Harry Källström     | Claes Billstam       | Datsun 160J SSS coupé | 2      | 2 h 10 min    | + 22 min     |
| 5    | Rauno Aaltonen      | Lofty Drews          | Datsun 160J PA10      | 2      | 2 h 13 min    | + 25 min     |
| 6    | Jean-Pierre Nicolas | Jean-Claude Lefebvre | Peugeot 504 V6 coupé  | 4      | 2 h 14 min    | + 26 min     |
| 7    | Timo Mäkinen        | Jean Todt            | Peugeot 504 V6 coupé  | 4      | 2 h 15 min    | + 27 min     |
| 8    | Simo Lampinen       | Henry Liddon         | Peugeot 504 V6 coupé  | 4      | 2 h 21 min    | + 33 min     |
| 9    | Zully Remtulla      | Nizar Jivani         | Datsun 160J SSS coupé | 2      | 2 h 42 min    | + 54 min     |
| 10   | Bert Shankland      | Brian Barton         | Peugeot 504           | 2      | 2 h 50 min    | + 1 h 02 min |
| 11   | Andrew Cowan        | Johnstone Syer       | Mercedes 280 E        | 2      | 3 h 08 min    | + 1 h 20 min |
| 12   | Tony Fowkes         | Klaus Kaiser         | Mercedes 280 E        | 2      | 3 h 14 min    | + 1 h 26 min |
| 13   | Yoshio Iwashita     | Yoshimasa Nakahara   | Datsun 160J SSS coupé | 2      | 3 h 34 min    | + 1 h 46 min |
| 14   | Mike Kirkland       | Chris Bates          | Datsun 160J SSS coupé | 2      | 3 h 36 min    | + 1 h 48 min |
| 15   | Sobieslaw Zasada    | Błażej Krupa         | Mercedes 280 E        | 2      | 3 h 52 min    | + 2 h 04 min |

#### Eldoret - Nairobi

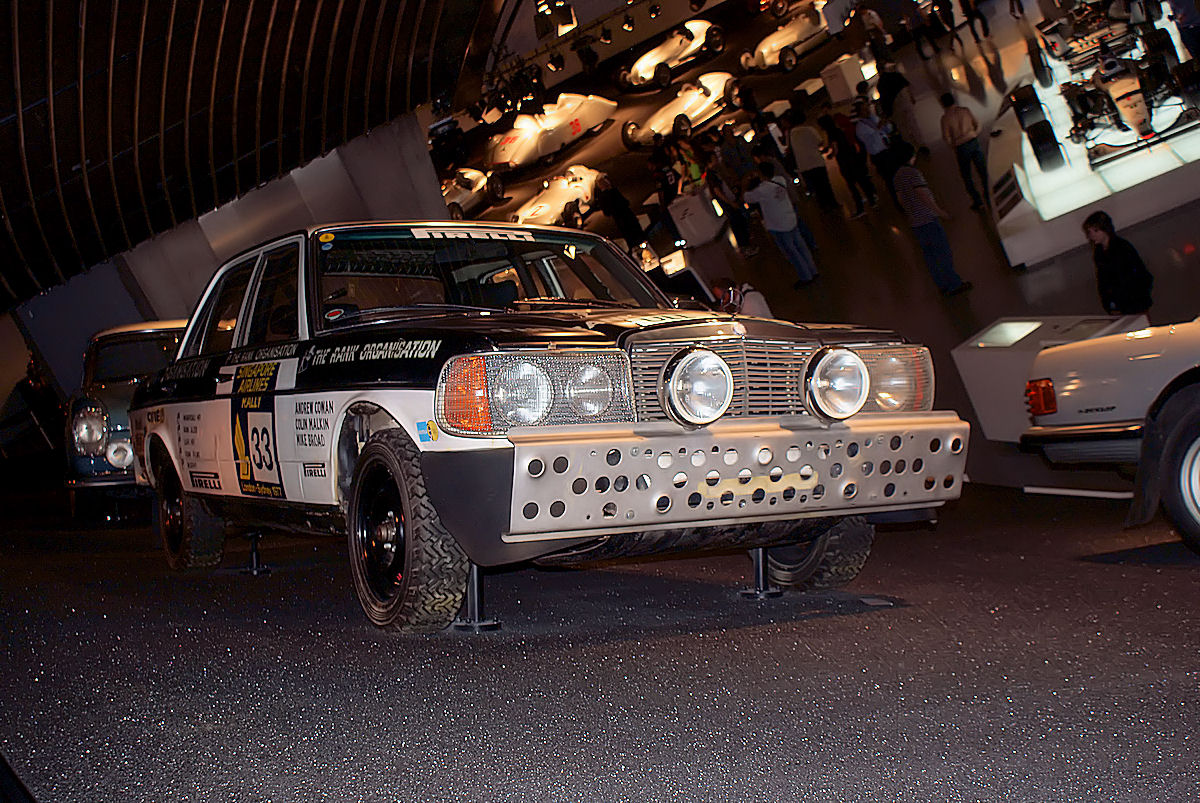
Vainqueurs du dernier Londres-Sydney, Cowan et sa Mercedes ne connaissent pas la même réussite au Safari.

Waldegård se montre une nouvelle fois le plus rapide sur le tronçon Eldoret - Kitale, où les routes sont plus sèches, augmentant considérablement son avance sur ses adversaires directs, alors que son coéquipier Preston perd quelques places après avoir endommagé sa suspension. Sur la piste conduisant à Kisumu, Waldegård gère son avance et lève un peu le pied sur les secteurs bosselés, contrairement aux pilotes Datsun qui attaquent et réduisent légèrement leur retard sur l'homme de tête. Le secteur de Narok étant impraticable à cause de la crue importante des rivières, le parcours est amputé d’une centaine de kilomètres, les concurrents rejoignant directement Nairobi en empruntant majoritairement des routes asphaltées. Waldegård achève cette première étape avec près de trois quarts d'heure d’avance sur les deux Datsun de Källström et Aaltonen, talonnés par Mäkinen, le plus rapide des pilotes Peugeot. L'équipe Mercedes a perdu une deuxième voiture, Cowan ayant noyé et endommagé son moteur au passage d'une rivière.
| Pos. | Pilote              | Copilote             | Voiture               | Groupe | Pénalisations | Écart        |
| ---- | ------------------- | -------------------- | --------------------- | ------ | ------------- | ------------ |
| 1    | Björn Waldegård     | Hans Thorszelius     | Porsche 911 SC        | 4      | 2 h 33 min    |              |
| 2    | Rauno Aaltonen      | Lofty Drews          | Datsun 160J PA10      | 2      | 3 h 16 min    | + 43 min     |
| 2=   | Harry Källström     | Claes Billstam       | Datsun 160J SSS coupé | 2      | 3 h 16 min    | + 43 min     |
| 4    | Timo Mäkinen        | Jean Todt            | Peugeot 504 V6 coupé  | 4      | 3 h 18 min    | + 45 min     |
| 5    | Shekhar Mehta       | Mike Doughty         | Datsun 160J PA10      | 2      | 3 h 21 min    | + 48 min     |
| 6    | Jean-Pierre Nicolas | Jean-Claude Lefebvre | Peugeot 504 V6 coupé  | 4      | 3 h 24 min    | + 51 min     |
| 7    | Vic Preston Jr      | John Lyall           | Porsche 911 SC        | 4      | 3 h 30 min    | + 57 min     |
| 8    | Simo Lampinen       | Henry Liddon         | Peugeot 504 V6 coupé  | 4      | 3 h 35 min    | + 1 h 02 min |
| 9    | Zully Remtulla      | Nizar Jivani         | Datsun 160J SSS coupé | 2      | 3 h 52 min    | + 1 h 19 min |
| 10   | Tony Fowkes         | Klaus Kaiser         | Mercedes 280 E        | 2      | 4 h 54 min    | + 2 h 21 min |
| 11   | Bert Shankland      | Brian Barton         | Peugeot 504           | 2      | 5 h 02 min    | + 2 h 29 min |
| 12   | Mike Kirkland       | Chris Bates          | Datsun 160J SSS coupé | 2      | 5 h 19 min    | + 2 h 46 min |

### Deuxième étape

#### Nairobi - Mombasa
En raison des débordements des rivières, le parcours de la seconde étape a été modifié, les concurrents partant de Nairobi par la route au lieu des soixante-quinze premiers kilomètres de piste. Ce début du parcours ne présente donc pas de difficulté et, au contrôle de Ndi, Waldegård a conforté son avance. Derrière lui, le classement est inchangé, sauf pour Lampinen donc le moteur V6 ne tourne plus que sur trois cylindres et qui a perdu près d'une heure sur ce tronçon. Plus au sud, la piste est pratiquement sèche, et Mäkinen passe à l'attaque, se montrant de loin le plus rapide dans le secteur des monts Taita, et se retrouve sur les talons des deux Datsun de Källström et Aaltonen, qui ont pris la tête de la course à la suite d'une sortie de route de Waldegård, qui a cassé les triangles de suspension de sa Porsche et perdu plus d'une heure. À la neutralisation de Mombasa, Källström compte une seule minute d'avance sur son coéquipier Aaltonen et cinq sur le coupé 504 de Mäkinen, qui était en passe de s'emparer du commandement mais a perdu dix minutes pour faire remplacer son différentiel. Lampinen a retrouvé le bon usage de son moteur après remplacement d'un carburateur, mais se trouve désormais trop attardé pour espérer bien figurer à l'arrivée, contrairement à son coéquipier Nicolas, remonté en quatrième position à dix minutes de l'homme de tête. Waldegård, septième, compte alors plus d'une demi-heure de retard, et va devoir exploiter au maximum le potentiel de sa Porsche pour effacer son handicap.
| Pos. | Pilote              | Copilote             | Voiture               | Groupe | Écart    |
| ---- | ------------------- | -------------------- | --------------------- | ------ | -------- |
| 1    | Harry Källström     | Claes Billstam       | Datsun 160J SSS coupé | 2      |          |
| 2    | Rauno Aaltonen      | Lofty Drews          | Datsun 160J PA10      | 2      | + 1 min  |
| 3    | Timo Mäkinen        | Jean Todt            | Peugeot 504 V6 coupé  | 4      | + 5 min  |
| 4    | Jean-Pierre Nicolas | Jean-Claude Lefebvre | Peugeot 504 V6 coupé  | 4      | + 10 min |
| 5    | Vic Preston Jr      | John Lyall           | Porsche 911 SC        | 4      | + 15 min |
| 6    | Shekhar Mehta       | Mike Doughty         | Datsun 160J PA10      | 2      | + 19 min |
| 7    | Björn Waldegård     | Hans Thorszelius     | Porsche 911 SC        | 4      | + 34 min |

#### Mombasa - Nairobi

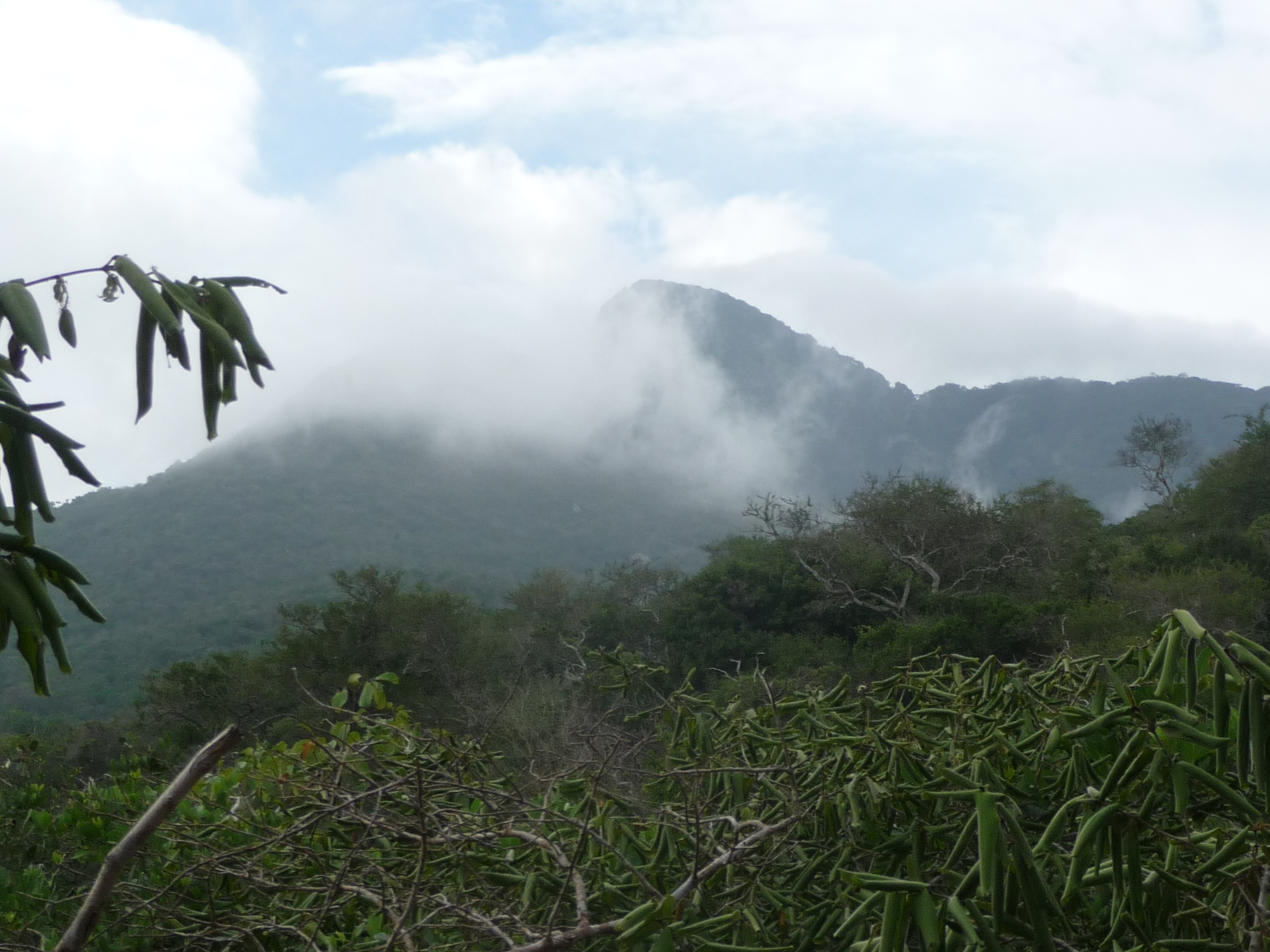
Le secteur des monts Taita, dévié au retour en raison des crues.

Sur la piste repartant de Nairobi vers le nord, Källström et Aaltonen profitent de leurs positions sur la route pour creuser l'écart sur leurs poursuivants, gênés par la poussière. Mäkinen casse une biellette de direction et perd plus d'une demi-heure, compromettant ses chances de victoire, tout comme Waldegård qui un peu plus tard casse un amortisseur ; loin de l'assistance, l'équipage est contraint d'en effectuer le remplacement avec les moyens du bord, perdant vingt-cinq minutes supplémentaires. Les crues se sont intensifiées dans les monts Taita, et les organisateurs ont annulé la boucle empruntant les pistes de ce secteur. En fin d'étape, Waldegård se montre le plus rapide et réduit partiellement son retard, mais malgré cette performance le favori de la course ne pointe qu'en sixième position en regagnant la capitale, à trois quarts d'heure des deux Datsun de tête, emmenées par Aaltonen. Troisièmes ex æquo, Nicolas et Preston sont toujours en lice pour la victoire, à moins de vingt minutes de l'homme de tête.
| Pos. | Pilote              | Copilote             | Voiture                | Groupe | Pénalisations | Écart        |
| ---- | ------------------- | -------------------- | ---------------------- | ------ | ------------- | ------------ |
| 1    | Rauno Aaltonen      | Lofty Drews          | Datsun 160J PA10       | 2      | 4 h 40 min    |              |
| 2    | Harry Källström     | Claes Billstam       | Datsun 160J SSS coupé  | 2      | 4 h 43 min    | + 3 min      |
| 3    | Jean-Pierre Nicolas | Jean-Claude Lefebvre | Peugeot 504 V6 coupé   | 4      | 4 h 59 min    | + 19 min     |
| 3=   | Vic Preston Jr      | John Lyall           | Porsche 911 SC         | 4      | 4 h 59 min    | + 19 min     |
| 5    | Shekhar Mehta       | Mike Doughty         | Datsun 160J PA10       | 2      | 5 h 10 min    | + 30 min     |
| 6    | Björn Waldegård     | Hans Thorszelius     | Porsche 911 SC         | 4      | 5 h 27 min    | + 47 min     |
| 7    | Timo Mäkinen        | Jean Todt            | Peugeot 504 V6 coupé   | 4      | 5 h 42 min    | + 1 h 02 min |
| 8    | Sobieslaw Zasada    | Błażej Krupa         | Mercedes 280 E         | 2      | 8 h 19 min    | + 3 h 39 min |
| 9    | Simo Lampinen       | Henry Liddon         | Peugeot 504 V6 coupé   | 4      | 8 h 35 min    | + 3 h 55 min |
| 10   | Johnny Hellier      | Kanti Shah           | Datsun 160J SSS coupé  | 2      | 10 h 51 min   | + 6 h 11 min |
| 11   | Hanspeter Ruedin    | Eckardt Ender        | Mitsubishi Colt Lancer | 2      | 11 h 14 min   | + 6 h 34 min |
| 12   | Frank Tundo         | Dave Haworth         | Ford Escort RS1800     | 4      | 11 h 21 min   | + 6 h 41 min |

### Troisième étape

#### Nairobi - Nyahururu
Les concurrents rescapés repartent de Nairobi le dimanche après-midi, en direction de l'Aberdare. Le parcours est favorable aux Porsche, Preston pouvant espérer rattraper son retard sur les deux Datsun de tête. Après cent kilomètres, Aaltonen emprunte un passage boueux et perd quatre minutes à se désenliser, cédant la première place à son coéquipier Källström. Mehta, alors en cinquième position sur la troisième Datsun officielle, abandonne peu après, moteur cassé. Au contrôle d'Hell's Gate, Källström et Aaltonen maintiennent leurs positions, tandis que derrière Nicolas parvient à faire jeu égal avec Preston dans la lutte pour la troisième place. L'abandon de Mehta permet à Waldegård d'occuper la cinquième place, mais le champion suédois va de nouveau perdre beaucoup de temps dans le secteur d'Elmentatita, après avoir cassé un demi-arbre de transmission. Mäkinen rencontre le même problème un peu plus loin, mais pour lui la réparation s'avère impossible et le pilote finlandais doit renoncer. Nicolas parvient à distancer Preston, et accède à la seconde place lorsqu'Aaltonen coince sa Datsun entre un talus et un camion en tentant de dépasser un convoi juste après le contrôle de Molo, perdant quinze minutes. A mi-étape, Källström est toujours en tête, avec une avance de douze minutes sur Nicolas et de vingt-trois minutes sur Aaltonen, talonné par Preston. Seuls ces quatre pilotes peuvent encore prétendre à la victoire, Waldegård, cinquième, accusant plus d'une heure et demie de retard.
| Pos. | Pilote              | Copilote             | Voiture               | Groupe | Écart        |
| ---- | ------------------- | -------------------- | --------------------- | ------ | ------------ |
| 1    | Harry Källström     | Claes Billstam       | Datsun 160J SSS coupé | 2      |              |
| 2    | Jean-Pierre Nicolas | Jean-Claude Lefebvre | Peugeot 504 V6 coupé  | 4      | + 12 min     |
| 3    | Rauno Aaltonen      | Lofty Drews          | Datsun 160J PA10      | 2      | + 23 min     |
| 4    | Vic Preston Jr      | John Lyall           | Porsche 911 SC        | 4      | + 25 min     |
| 5    | Björn Waldegård     | Hans Thorszelius     | Porsche 911 SC        | 4      | + 1 h 36 min |
| 6    | Simo Lampinen       | Henry Liddon         | Peugeot 504 V6 coupé  | 4      | + 4 h 34 min |
| 7    | Sobieslaw Zasada    | Błażej Krupa         | Mercedes 280 E        | 2      | + 4 h 56 min |

#### Nyahururu - Embu
Sur la piste ramenant les pilotes vers Embu, Källström conserve l'avantage sur Nicolas, l'écart entre les deux hommes de tête restant stable. Désormais troisième, Aaltonen attaque et se rapproche de Nicolas, lui reprenant quatre minutes. La course semble promise à Datsun lorsque, peu avant Embu, Källström part à la faute et escalade un rocher, arrachant son pont arrière : le coupé 160J est irréparable ! Nicolas s'empare du commandement et, à la neutralisation d'Embu, compte huit minutes d'avance sur Aaltonen et trente-quatre sur Preston, qui assure désormais sa position, après avoir fait remplacer un demi-arbre de roue.
| Pos. | Pilote              | Copilote             | Voiture              | Groupe | Écart    |
| ---- | ------------------- | -------------------- | -------------------- | ------ | -------- |
| 1    | Jean-Pierre Nicolas | Jean-Claude Lefebvre | Peugeot 504 V6 coupé | 4      |          |
| 2    | Rauno Aaltonen      | Lofty Drews          | Datsun 160J PA10     | 2      | + 8 min  |
| 3    | Vic Preston Jr      | John Lyall           | Porsche 911 SC       | 4      | + 34 min |
| 4    | Björn Waldegård     | Hans Thorszelius     | Porsche 911 SC       | 4      |          |
| 5    | Simo Lampinen       | Henry Liddon         | Peugeot 504 V6 coupé | 4      |          |
| 6    | Sobieslaw Zasada    | Błażej Krupa         | Mercedes 280 E       | 2      |          |

#### Embu - Nairobi
La fin de parcours est favorable à Nicolas, qui, malgré quelques soucis d'allumage après le passage d'un gué, parvient à maintenir son avance sur Aaltonen. Ce dernier va même perdre sa seconde place au profit de Preston peu avant l'arrivée, après avoir perdu trois quarts d'heure pour le remplacement du boîtier de direction et du pont arrière. Malgré une collision à un carrefour dans les tout derniers kilomètres, Nicolas rejoint l'arrivée en tête, offrant à Peugeot une sixième victoire au Safari. Grandement favorite au départ, l'équipe Porsche n'obtient que la seconde place grâce à Preston, les 911 s'étant montrées plus fragiles que leurs concurrentes au niveau des suspensions et des transmissions. Aaltonen termine à la troisième place, la rapidité d’intervention de l’assistance Datsun lui ayant permis de se maintenir devant la Porsche de Waldegård, grand perdant de l'épreuve.

### Classement général

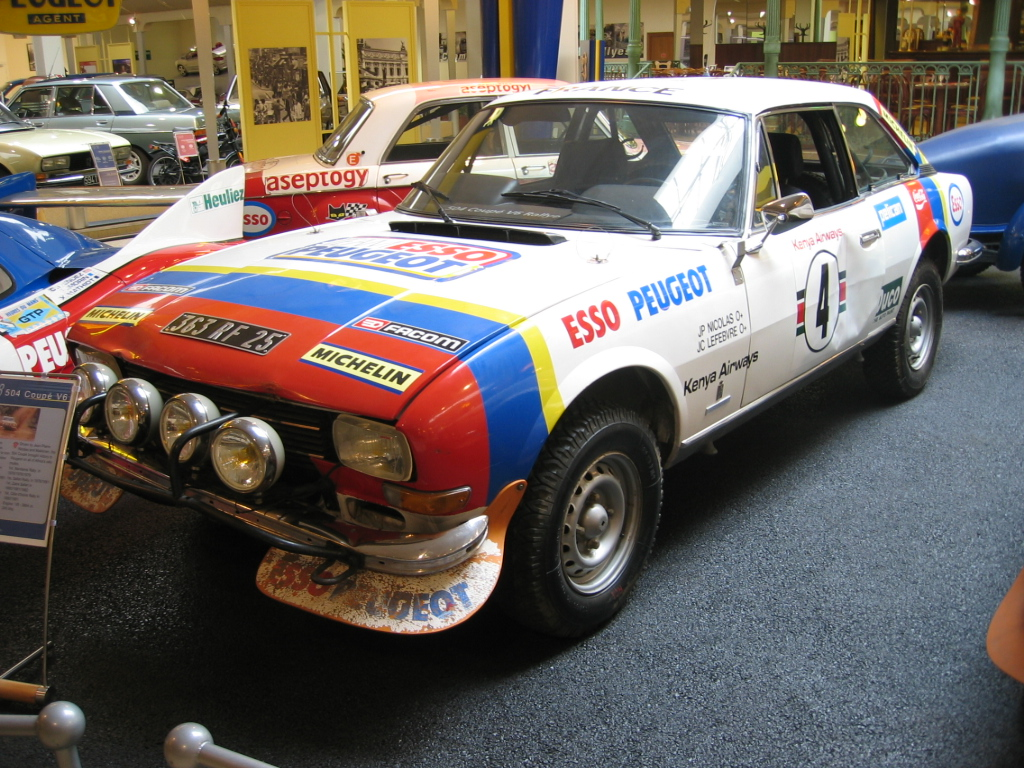
Le coupé 504V6 des vainqueurs.

| Pos | No | Pilote              | Copilote             | Voiture                | Pénalisations | Écart         | Groupe |
| --- | -- | ------------------- | -------------------- | ---------------------- | ------------- | ------------- | ------ |
| 1   | 4  | Jean-Pierre Nicolas | Jean-Claude Lefebvre | Peugeot 504 V6 coupé   | 8 h 18 min    |               | 4      |
| 2   | 14 | Vic Preston Jr      | John Lyall           | Porsche 911 SC         | 8 h 55 min    | + 37 min      | 4      |
| 3   | 6  | Rauno Aaltonen      | Lofty Drews          | Datsun 160J PA10       | 9 h 10 min    | + 52 min      | 2      |
| 4   | 5  | Björn Waldegård     | Hans Thorszelius     | Porsche 911 SC         | 9 h 48 min    | + 1 h 30 min  | 4      |
| 5   | 3  | Simo Lampinen       | Henry Liddon         | Peugeot 504 V6 coupé   | 13 h 37 min   | + 5 h 19 min  | 4      |
| 6   | 18 | Sobieslaw Zasada    | Błażej Krupa         | Mercedes 280 E         | 15 h 30 min   | + 7 h 12 min  | 2      |
| 7   | 17 | Johnny Hellier      | Kanti Shah           | Datsun 160J SSS coupé  | 18 h 26 min   | + 10 h 08 min | 2      |
| 8   | 28 | Frank Tundo         | Dave Haworth         | Ford Escort RS1800     | 18 h 54 min   | + 10 h 36 min | 4      |
| 9   | 26 | Jayant Shah         | Najeet Eisa          | Datsun 160J SSS coupé  | 20 h 44 min   | + 12 h 26 min | 2      |
| 10  | 20 | Hanspeter Ruedin    | Eckardt Ender        | Mitsubishi Colt Lancer | 20 h 50 min   | + 12 h 32 min | 2      |

### Hommes de tête
- Vic Preston Jr -  John Lyall (Porsche 911 SC) : au début de la première étape
- Björn Waldegård -  Hans Thorszelius (Porsche 911 SC) : jusqu'au début de la deuxième étape
- Harry Källström -  Claes Billstam (Datsun 160J SSS coupé) : au cours de la deuxième étape
- Rauno Aaltonen -  Lofty Drews (Datsun 160J PA10) : jusqu'au début de la troisième étape
- Harry Källström -  Claes Billstam (Datsun 160J SSS coupé) : au cours de la troisième étape
- Jean-Pierre Nicolas -  Jean-Claude Lefebvre (Peugeot 504 V6 coupé) : jusqu'à la fin de la troisième étape

## Résultats des principaux engagés
| No | Pilote              | Copilote             | Voiture                | Groupe | Classement général                           | Class. groupe |
| -- | ------------------- | -------------------- | ---------------------- | ------ | -------------------------------------------- | ------------- |
| 1  | Timo Mäkinen        | Jean Todt            | Peugeot 504 V6 coupé   | 4      | ab. dans la 3e étape (hors-course)           | -             |
| 2  | Joginder Singh      | David Doig           | Mercedes 280 E         | 2      | ab. dans la 1re étape (moteur)               | -             |
| 3  | Simo Lampinen       | Henry Liddon         | Peugeot 504 V6 coupé   | 4      | 5e à 5 h 19 min                              | 4e            |
| 4  | Jean-Pierre Nicolas | Jean-Claude Lefebvre | Peugeot 504 V6 coupé   | 4      | 1er                                          | 1er           |
| 5  | Björn Waldegård     | Hans Thorszelius     | Porsche 911 SC         | 4      | 4e à 1 h 30 min                              | 3e            |
| 6  | Rauno Aaltonen      | Lofty Drews          | Datsun 160J PA10       | 2      | 3e à 52 min                                  | 1er           |
| 7  | Harry Källström     | Claes Billstam       | Datsun 160J SSS coupé  | 2      | ab. dans la 3e étape (train arrière arraché) | -             |
| 8  | Rob Collinge        | Anton Levitan        | Peugeot 504            | 2      | ab. dans la 1re étape (accident)             | -             |
| 9  | Andrew Cowan        | Johnstone Syer       | Mercedes 280 E         | 2      | ab. dans la 1re étape (moteur)               | -             |
| 10 | Bert Shankland      | Brian Barton         | Peugeot 504            | 2      | ab. dans la 2e étape (moteur)                | -             |
| 11 | Shekhar Mehta       | Mike Doughty         | Datsun 160J PA10       | 2      | ab. dans la 3e étape (moteur)                | -             |
| 12 | Tony Fowkes         | Klaus Kaiser         | Mercedes 280 E         | 2      | ab. dans la 2e étape (moteur)                | -             |
| 14 | Vic Preston Jr      | John Lyall           | Porsche 911 SC         | 4      | 2e à 37 min                                  | 2e            |
| 15 | Zully Remtulla      | Nizar Jivani         | Datsun 160J SSS coupé  | 2      | ab. dans la 2e étape (allumage)              | -             |
| 16 | Yoshio Iwashita     | Yoshimasa Nakahara   | Datsun 160J SSS coupé  | 2      | ab. dans la 2e étape (collision)             | -             |
| 17 | Johnny Hellier      | Kanti Shah           | Datsun 160J SSS coupé  | 2      | 7e à 10 h 08 min                             | 3e            |
| 18 | Sobieslaw Zasada    | Błażej Krupa         | Mercedes 280 E         | 2      | 6e à 7 h 12 min                              | 2e            |
| 20 | Hanspeter Ruedin    | Eckardt Ender        | Mitsubishi Colt Lancer | 2      | 10e à 12 h 32 min                            | 5e            |
| 26 | Jayant Shah         | Najeet Eisa          | Datsun 160J SSS coupé  | 2      | 9e à 12 h 26 min                             | 4e            |
| 27 | George Barbour      | Rob Combes           | Ford Escort RS1800     | 4      | ab. dans la 1re étape (moteur)               | -             |
| 28 | Frank Tundo         | Dave Haworth         | Ford Escort RS1800     | 4      | 8e à 10 h 36 min                             | 5e            |
| 29 | Mike Kirkland       | Chris Bates          | Datsun 160J SSS coupé  | 2      | ab. dans la 2e étape (bielle coulée)         | -             |
| 39 | Edgar Herrmann      | Hans Schüller        | Opel Kadett GT/E       | 2      | ab. dans la 1re étape (surchauffe moteur)    | -             |

## Classement du championnat à l'issue de la course
- attribution des points : 10, 9, 8, 7, 6, 5, 4, 3, 2, 1 respectivement aux dix premières marques de chaque épreuve, additionnés de 8, 7, 6, 5, 4, 3, 2, 1 respectivement aux huit premières de chaque groupe (seule la voiture la mieux classée de chaque constructeur marque des points). Les points de groupe ne sont attribués qu'aux concurrents ayant terminé dans les dix premiers au classement général.
- seuls les huit meilleurs résultats (sur onze épreuves) sont retenus pour le décompte final des points.

| Pos. | Marque        | Points | M-C  | SUE  | SAF  | POR | ACR | FIN | QUE | SAN | BAN | COR | RAC |
| ---- | ------------- | ------ | ---- | ---- | ---- | --- | --- | --- | --- | --- | --- | --- | --- |
| 1    | Porsche       | 34     | 10+8 | -    | 9+7  |     |     |     |     |     |     |     |     |
| 2    | Fiat          | 28     | 7+7  | 8+6  | -    |     |     |     |     |     |     |     |     |
| 3    | Ford          | 25     | -    | 10+8 | 3+4  |     |     |     |     |     |     |     |     |
| 4    | Opel          | 22     | 2+8  | 4+8  | -    |     |     |     |     |     |     |     |     |
| 5    | Lancia        | 20     | 4+4  | 7+5  | -    |     |     |     |     |     |     |     |     |
| 6    | Peugeot       | 18     | -    | -    | 10+8 |     |     |     |     |     |     |     |     |
| 7    | Renault       | 17     | 9+8  | -    | -    |     |     |     |     |     |     |     |     |
| 8    | Datsun        | 16     | -    | -    | 8+8  |     |     |     |     |     |     |     |     |
| 9    | Mercedes-Benz | 12     | -    | -    | 5+7  |     |     |     |     |     |     |     |     |
| 10   | Volvo         | 10     | -    | 3+7  | -    |     |     |     |     |     |     |     |     |
| 11   | Volkswagen    | 9      | -    | 1+8  | -    |     |     |     |     |     |     |     |     |
| 12   | Saab          | 8      | -    | 2+6  | -    |     |     |     |     |     |     |     |     |
| 13   | Mitsubishi    | 5      | -    | -    | 1+4  |     |     |     |     |     |     |     |     |

### Classement provisoire de la Coupe FIA des pilotes
- attribution des points : 9, 6, 4, 3, 2, 1 respectivement aux six premiers de chaque épreuve. Sont retenus pour le décompte final les cinq meilleurs résultats des onze épreuves mondiales (catégorie A), les deux meilleurs résultats des cinq rallyes sélectifs du Championnat d'Europe (catégorie B) et le meilleur résultat parmi les trois autres rallyes sélectifs (catégorie C).

| Pos. | Pilote              | Marque             | Points | M-C (A) | ARC (B) | SUE (A) | SAF (A) | POR (A) | ACR (A) | SCO (B) | POL (B) | FIN (A) | NZ (C) | QUE (A) | TdF (B) | SAN (A) | GIR (C) | AUS (C) | ESP (B) | BAN (A) | COR (A) | RAC (A) |
| ---- | ------------------- | ------------------ | ------ | ------- | ------- | ------- | ------- | ------- | ------- | ------- | ------- | ------- | ------ | ------- | ------- | ------- | ------- | ------- | ------- | ------- | ------- | ------- |
| 1    | Jean-Pierre Nicolas | Porsche & Peugeot¹ | 18     | 9       | -       | -       | 9¹      |         |         |         |         |         |        |         |         |         |         |         |         |         |         |         |
| 2    | Björn Waldegård     | Ford & Porsche¹    | 12     | -       | -       | 9       | 3¹      |         |         |         |         |         |        |         |         |         |         |         |         |         |         |         |
| 3    | Ari Vatanen         | Ford               | 11     | -       | 9       | 2       | -       |         |         |         |         |         |        |         |         |         |         |         |         |         |         |         |
| 4    | Markku Alén         | Fiat               | 8      | -       | 4       | 4       | -       |         |         |         |         |         |        |         |         |         |         |         |         |         |         |         |
| 5    | Jean Ragnotti       | Renault            | 6      | 6       | -       | -       | -       |         |         |         |         |         |        |         |         |         |         |         |         |         |         |         |
| 5=   | Henri Toivonen      | Chrysler           | 6      | -       | 6       | -       | -       |         |         |         |         |         |        |         |         |         |         |         |         |         |         |         |
| 5=   | Hannu Mikkola       | Ford               | 6      | -       | -       | 6       | -       |         |         |         |         |         |        |         |         |         |         |         |         |         |         |         |
| 5=   | Vic Preston Jr      | Porsche            | 6      | -       | -       | -       | 6       |         |         |         |         |         |        |         |         |         |         |         |         |         |         |         |